# Tivat
Tivat je mesto z okoli 10.000 prebivalci v Boki Kotorski v Črni gori. Je upravno središče občine Tivat.

## Demografija
Tivat, popis 2003; skupaj: 9467
| Pregled števila prebivalstva po letih | Pregled števila prebivalstva po letih | Pregled števila prebivalstva po letih | Pregled števila prebivalstva po letih | Pregled števila prebivalstva po letih | Pregled števila prebivalstva po letih | Pregled števila prebivalstva po letih | Pregled števila prebivalstva po letih | Pregled števila prebivalstva po letih |
| ------------------------------------- | ------------------------------------- | ------------------------------------- | ------------------------------------- | ------------------------------------- | ------------------------------------- | ------------------------------------- | ------------------------------------- | ------------------------------------- |
| 1948                                  | 1953                                  | 1961                                  | 1971                                  | 1981                                  | 1991                                  | 2003                                  | 2011                                  | 2023                                  |
| 2483                                  | 2835                                  | 3368                                  | 4225                                  | 6280                                  | 8230                                  | 9467                                  | 9367                                  | 10.743                                |